# Averoigne
L'Averoigne est une province historique fictive située en France, apparaissant dès 1930 dans les œuvres de l'écrivain américain Clark Ashton Smith. Son nom est sans doute inspiré des noms de régions françaises réelles de l'Auvergne et de l'Aveyron (un peu comme l'avait fait James Branch Cabell avec sa province du Poictesme). Mais il est probable que l'auteur n'ait jamais été dans ces régions, se contentant de se baser sur les sonorités de ces toponymes,,. 
Cette province est au cœur de plusieurs de ses œuvres mêlant fantasy, fantastique, gothique, humour et horreur. Si celles-ci se déroulent généralement au Moyen Âge, plusieurs d'entre elles se passent également à d'autres époques (Antiquité, fin de l'Ancien Régime...),,. Dans ses histoires, l'auteur essaye de faire preuve de réalisme historique, bien qu'il admette avoir commis des erreurs.

## Histoire
Les histoires sont parfois datées à une année précise. Par exemple, La Fin de l'histoire se situe en 1789. Toutefois, paradoxalement, leur cadre historique ne semble quasiment jamais changer. Les évènements majeurs comme la Révolution Française (qui a lieu justement en 1789) ne semblent pas l'influencer. C'est comme si cette province demeurait hors du temps, avec une éternelle opposition du christianisme avec le paganisme ou le satanisme.
La région fut autrefois envahie par la tribu gauloise fictive des Averones, qui y établirent des colonies. Celles-ci furent fortifiées lors de l'inclusion de ce territoire dans l'Empire Romain, sous le nom d'Averonia.
La christianisation du territoire fut progressive. Au Ve siècle, les rares missionnaires qui osaient s'aventurer dans la région furent sacrifiés par les druides. Mais à mesure que la religion monothéiste gagna le territoire, des églises et des monastères furent bâtis sur les ruines d'anciens lieux de culte païens. La plus grande cathédrale fut bâtie dans la ville de Vyônes, en 1138.
À l'époque médiévale, la puissance du clergé dans les villes n'empêche pas le paganisme et la magie de perdurer dans les zones reculées du territoire. Même si le droit canonique n'est pas appliqué de manière trop rigoureuse, ceux qui jettent des sorts risquent d'être arrêtés et jugés par l'Inquisition. Cependant, certains sorciers ont été épargnés, tels que Gaspard du Nord ou bien Luc de Chaudronnier, qui ont sauvé l'Averoigne de diverses menaces surnaturelles,,,.

## Géographie

### Cartographie
Différents artistes ont chacun dessiné la carte de l'Averoigne, en se basant sur les indices géographiques des textes. Mais, elles ne concordent ni dans le contour de la région, ni dans la position des lieux.

### Paysages
L'Averoigne se trouve dans la moitié méridionale de la France, sans doute éloignée de la mer. La rivière appelée Isoile prend source dans les montagnes situées plus de quarante milles à l'est de Vyônes, bordant la région, où elle ne constitue qu'un ruisseau.
Ensuite, elle traverse une plaine de loam bien peuplée, dans la sombre et épaisse forêt tapissant majoritairement la région. Celle-ci est fréquentée par des vipères et des brigands. Elle comprend notamment comme arbres le chêne, le hêtre, le frêne, le pin et l'aulne.
Enfin, la rivière irrigue les marais du sud bordant la forêt, dans la Basse Averoigne, à travers plusieurs canaux. On y trouve des roseaux, du carex, des joncs et des saules. Non loin, dans les prairies de loam, pousse de la mandragore, recherchée par les sorciers pour leurs préparations. Celle poussant sur la tombe de Sabine Grenier, sorcière assassinée par son mari, possède des vertus maléfiques.
La région se caractérise également par sa viticulture, avec du vin produit notamment à Périgon, La Frênaie et Ximes.

### Villes
Le nord du territoire est dominé par la cité fortifiée archiépiscopale de Vyônes, également la capitale, dirigée par un bailli. Avoisinée par un grand cimetière, elle est bordée à l'est par la forêt. Elle abrite en son sein deux couvents, un monastère des Cordeliers et une cathédrale aux effrayantes gargouilles.
Tandis que le sud est dirigé par la cité fortifiée épiscopale de Ximes, plus petite, bordant l'Isoile. Au XIIe s, son évêque Azédarac se livrait secrètement à des rites démoniaques dans la crypte de la cathédrale. Ce qui ne l'empêcha pas d'être canonisé en 1298 et d'avoir un grand mausolée érigé à sa gloire dans cette ville,. Cette ville comprend également un couvent bénédictin.
Périgon, seule autre ville d'Averoigne, ne comporte pas de fortification et abrite en son sein une abbaye bénédictine. Enfin, ces trois villes sont environnées de terres agricoles défrichées.
La principale route connecte Vyônes et Ximes. Environ à mi-chemin se tient une auberge, construite là où autrefois se tenait un bloc de granit, sur lequel des druides faisaient des sacrifices à Taranit. Ces villes sont également reliées à Périgon par un chemin de terre.
Divers villages ponctuent l'Averoigne : Moulins, Les Hiboux (dans les marais), La Frênaie (avec son château de granit), Touraine, Sainte Zénobie (comprenant un couvent).

### L'Averoigne hantée
La forêt abrite quantité de lieux hantées. À près de trois milles de La Frênaie, non loin de Vyônes, se trouvent les tombes de la tombe du sieur Hugues du Malinbois et sa châtelaine. Ces deux vampires attirent leurs victimes dans leur sinistre château bordant un lac lugubre au cœur de la forêt afin de se nourrir de leur sang.
Non loin de là, les ruines du château de Faussesflammes, situées sur une colline avoisinant l'abbaye de Périgon, abritent de nombreuses créatures. Ses souterrains servent d'antre à une lamie qui y attend l'imprudent qui cèderait à ses charmes pour le dévorer.
La source de l'Isoile se trouve dans une vallée au milieu de collines, de part et d'autre de laquelle se tiennent deux édifices, distants de plus d'un mille. D'un côté, un petit monastère cistercien, dont les habitants vivent coupés du monde. De l'autre, les effrayantes ruines de la forteresse d'Ylourgne surplombe des pentes crevassées, autrefois bâtie par des barons malfaisants. Le nécromant Nathaire y créa en 1281 un colosse à partir de cadavres humains qu'il anima, pour les faire venir dans son repaire.
Dans une hutte près du village Les Hiboux, au milieu des tourbières, habite une sorcière, ressemblant à un crapaud et vivant au milieu de ces amphibiens, ce qui lui valut le surnom de "Mère des crapauds".
Près d'un étang alimenté par l'Isoile, sur une colline, une brande cachée dans la forêt abrite un cromlech. Au milieu, un dolmen érigés autrefois par les druides. Il sert de portail conduisant à une terre hors du temps et de l'espace. S'y trouve Sylaire, le domaine de l'enchanteresse Sephora (en réalité une lamie).
S'y rencontrent également en Averoigne des fantômes, des sorciers, des loup-garous, des gobelins, de fées, des satyres, un extraterrestre etc,,,.

## Œuvres où apparaît l'Averoigne

### Œuvres par Clark Ashton Smith
Voici les œuvres complètes de Smith dans lequel il est question de l'Averoigne, regroupées dans le volume "Averoigne et autres mondes" :
- La Fin de l'histoire ("The End of the Story"), 1930, qui se déroule en 1789, lisible en ligne ;
- Le Satyre ("The Satyr"), 1931 , lisible en ligne, dont il existe une version avec une fin alternative ;
- Un rendez-vous en Averoigne  ("A Rendezvous in Averoigne"), 1931, lisible en ligne ;
- Le Sculpteur de Gargouilles ou Le Faiseur de Gargouilles ("The Maker of Gargoyles"), 1932, qui se déroule en 1138 , lisible en ligne ;
- La Sainteté d'Azédarac ou Saint Azédarac ("The Holiness of Azédarac"), 1933,  qui se déroule en 1175 et 475 , lisible en ligne ;
- Le Colosse d'Ylourgne ("The Colossus of Ylourgne"), 1933, qui se déroule en 1281, lisible en ligne ;
- Les Mandragores ("The Mandrakes"), 1933, lisible en ligne ;
- La Bête d'Averoigne ("The Beast of Averoigne"), 1933, qui se déroule en 1369 , lisible en ligne, y compris en version abrégée ;
- La Vénus de Périgon ou La Vénus exhumée ("The Disinterment of Venus"), 1934, qui se déroule en 1550 , lisible en ligne ;
- Mère des crapauds ("Mother of Toads"), 1938 , lisible en ligne, y compris en version abrégée ;
- L'Enchanteresse de Sylaire ("The Enchantress of Sylaire"), 1941 , lisible en ligne ;
- Averoigne, 1951, poème lisible en ligne.

D'autres œuvres sont restées inachevées à la mort de leur auteur, dans le même volume :
- La Gargouille de Vyônes ("The Gargoyle of Vyones"), lisible en ligne ;
- La Sorcière d'Averoigne / La Tour d'Istarelle ("The Sorceress of Averoigne/The Tower of Istarelle"), lisible en ligne ;
- Reine du Sabbat ("Queen of the Sabbat"), lisible en ligne ;
- Le Tragique Destin d'Azédarac ("The Doom of Azédarac"), lisible en ligne ;
- L'Oracle de Sadoqua ("The Oracle of Sadoqua"), lisible en ligne ;
- Le Loup-garou d'Averoigne ("The Werewolf of Averoigne"), lisible en ligne.

### Autres œuvres
- Hors du temps / Surgi du fond des siècles ("Out of the Aeons"), H. P. Lovecraft , 1933, lisible en ligne.
- Le monde caché d'Axton House, Edgar Cantero , 2014 (dans l'extrait de Fantômes de Fantômes de John Leek).
- Les Mémoires de Vanitas (tome 1), Jun Mochizuki, 2016 (Lieu d'où est originaire Noé, le protagoniste, il évoque cet endroit à la page 17)
- Plusieurs œuvres écrites par Simon Whitechapel :
  - Symposium of the Gargoyle: A Tale of Nineteenth Century Averoigne , lisible en ligne.
  - The Passing of Belzévuthe , lisible en ligne.
- Hugh the Discerning, par Garnett Elliott, lisible en ligne.
- Plusieurs collaborations posthumes de Ron Hilger avec Clark Ashton Smith :
  - The Doom of Azédarac , lisible en ligne.
  - The Oracle of Sadoqua , lisible en ligne.